# NGC 7465
NGC 7465 est une petite galaxie lenticulaire barrée située dans la constellation de Pégase. Sa vitesse par rapport au fond diffus cosmologique est de 1 613 ± 26 km/s, ce qui correspond à une distance de Hubble de 23,8 ± 1,7 Mpc (∼77,6 millions d'al). NGC 7465 a été découverte par l'astronome germano-britannique William Herschel en 1784.
NGC 7465 présente une large raie HI et est une galaxie active de type Seyfert 2. Elle est aussi une galaxie LINER, c'est-à-dire une galaxie dont le noyau présente un spectre d'émission caractérisé par de larges raies d'atomes faiblement ionisés.
Selon une étude publiée en 2012, la présence d'un anneau polaire dans NGC 7465 est suspecté.
En raison d'une brillance de surface égale à 14,09 mag/am2, on peut qualifier NGC 7465 de galaxie à faible brillance de surface (LSB en anglais pour low surface brightness). Les galaxies LSB sont des galaxies diffuses (D) avec une brillance de surface inférieure de moins d'une magnitude à celle du ciel nocturne ambiant.
NGC 7465 est une galaxie dont le noyau brille dans le domaine de l'ultraviolet. Elle est inscrite dans le catalogue de Markarian sous la désignation MK 313. La luminosité de la NGC 7465 dans l'infrarouge lointain (de 40 à 400 µm) est égale à 9,12 × 109 {\displaystyle L_{\odot }} (109,96{\displaystyle L_{\odot }}) et sa luminosité totale dans l'infrarouge (de 8 à 1 000 µm) est de 1,26 × 1010 {\displaystyle L_{\odot }} (1010,10{\displaystyle L_{\odot }}).
À ce jour, deux mesures non basées sur le décalage vers le rouge (redshift) donnent une distance de 27,350 ± 0,212 Mpc (∼89,2 millions d'al), ce qui est légèrement à  l'extérieur des valeurs de la distance de Hubble. Notons que c'est avec la valeur moyenne des mesures indépendantes, lorsqu'elles existent, que la base de données NASA/IPAC calcule le diamètre d'une galaxie et qu'en conséquence le diamètre de NGC 7465 pourrait être d'environ 9,8 kpc (∼32 000 al) si on utilisait la distance de Hubble pour le calculer.

## Triplet de galaxies

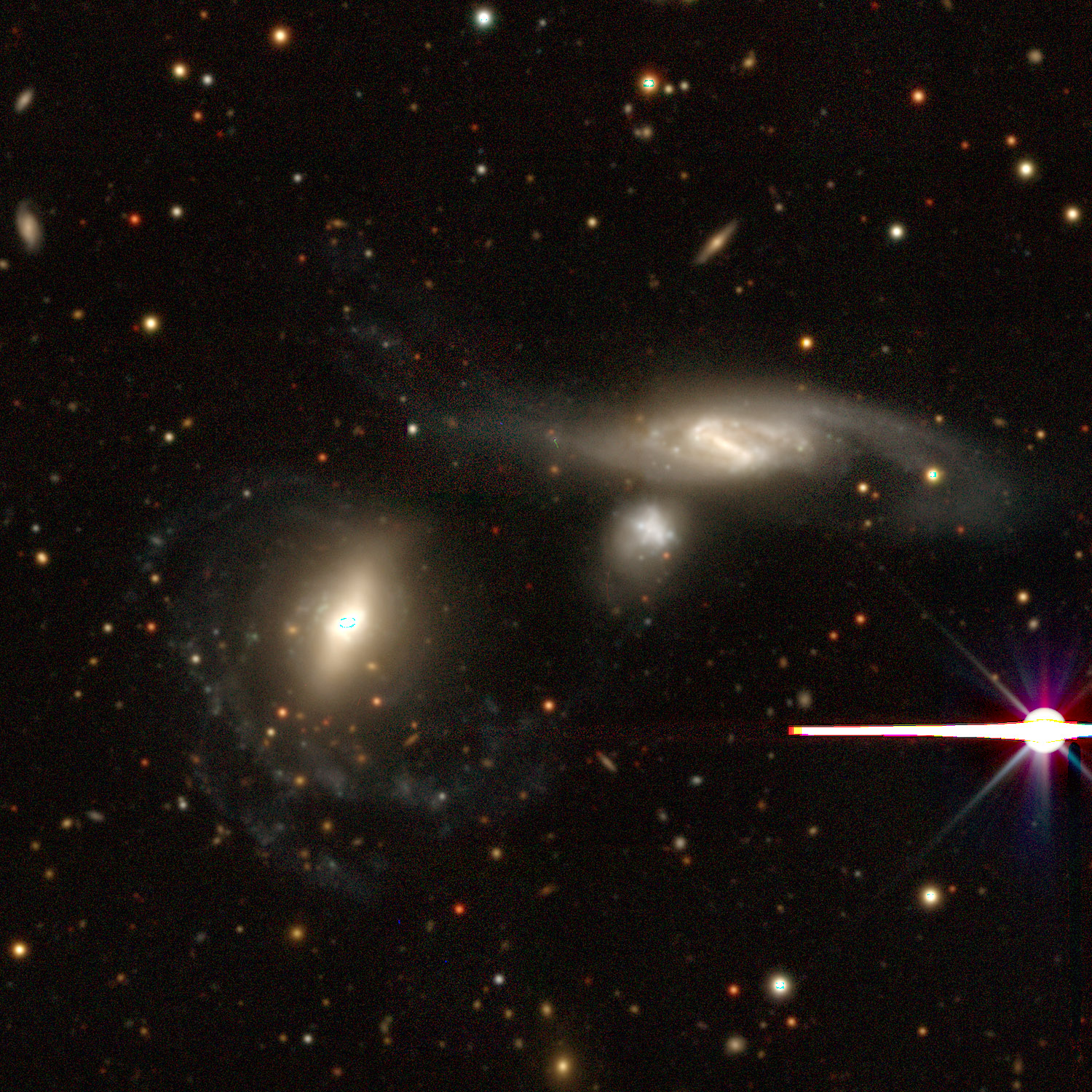
Le triplet de galaxies NGC 7463, NGC 7464 et NGC 7465 par le projet « Legacy Surveys DR10 ».

NGC 7465 forme un triplet de galaxies avec NGC 7463 et NGC 7464. Les trois galaxies interagissent probablement entre-elles, provoquant des distorsions remarquables au sein de leur structure,. De plus, la galaxie UGC 12313, située plus au nord, semble elle aussi interagir avec le groupe.
Cependant, notons que la distance de Hubble de NGC 7463 est égale à 29,19 ± 2,08 Mpc (∼95,2 millions d'al), ce qui donne une différence de distance entre celle-ci et NGC 7464 d'environ 7,1 Mpc (∼23,2 millions d'al), ainsi qu'une différence d'environ 5,4 Mpc (∼17,6 millions d'al) avec NGC 7465. Il est donc douteux que NGC 7463 forme un réel triplet de galaxies avec ses deux autres voisines, idem concernant sont appartenance au groupe de NGC 7448 (voir plus bas) dont la distance moyenne est de 25,0 ± 1,6 Mpc (∼81,5 millions d'al).

## Supernova
Selon le professeur B. V. Kukarkin, une possible supernova serait apparue dans NGC 7465 le 10 octobre 1950. Cette découverte a été réalisée grâce à des plaques photographiques prises à l'observatoire de Poulkovo, en Russie.

## Groupe de NGC 7448
Selon A. M. Garcia, NGC 7465 est membre du groupe de NGC 7448. Ce groupe de galaxies renferme au moins 8 membres. Les autres galaxies du groupe sont NGC 7448, NGC 7454, NGC 7464, NGC 7468, UGC 12313, 12321 et 12350.
Deux publications parues en 1991 et 1992 à propos du groupe de NGC 7448, rajoutent à ce dernier la galaxie spirale NGC 7463,. Sachant que NGC 7463 forme probablement un système de galaxies en interaction gravitationnelle avec NGC 7464 et UGC 12313 (deux membres du groupe selon Garcia),, il est donc probable qu'elle en soit membre. De plus, dans un article publié en 1998, l'astronome arménien Abraham Mahtessian inclut également NGC 7463 dans le même groupe que NGC 7468.
Dans un article publié en 2006, Chandreyee Sengupta et Ramesh Balasubramanyam font aussi mention du groupe de NGC 7448 avec les mêmes galaxies que Garcia et NGC 7463 ne s'y trouve pas . Toutes les galaxies de ce groupe sont de faible émettrice de rayon X.